# Liste der Gouverneure von Hyōgo
Diese Liste enthält alle Gouverneure der japanischen Präfektur Hyōgo (Hyōgo kenchiji,  japanisch 兵庫県知事, in der frühen Meiji-Zeit zeitweise auch kenrei, 県令, oder als gonchiji, 権知事, oder gonrei, 権令) seit deren Einrichtung 1868. Wie in allen Präfekturen außer Okinawa wird der Gouverneur seit 1947 vom Volk gewählt.
Anmerkung: Die Datumsangaben folgen auch vor der Einführung des gregorianischen Kalenders 1873 diesem, das japanische Datum ist in Klammern angegeben, später nur die japanische Jahreszahl.
| #  | Name (Schreibung)                             | von                                                                    | bis                                                                                                   |
| -- | --------------------------------------------- | ---------------------------------------------------------------------- | --- |
| 1  | Itō Hirobumi / Shunsuke (伊藤 博文/俊介)      | 12. Juli 1868 (23.5. Keiō 4)                                           | 21. Mai 1869 (10.4. Meiji 2)                                                                          |
| 2  | Koga Michiki / Koremaro (久我 通城/維麿)      | 21. Mai 1869 (10.4.Meiji 2)                                            | 28. Juni 1869 (19.5.Meiji 2)                                                                          |
| 3  | Nakajima Masutane (中島 錫胤)                 | 30. Juni 1869 (21.5.Meiji 2)                                           | 30. Juni 1869 (1.6.Meiji 2)                                                                           |
| 4  | Mutsu Munemitsu/Yōnosuke (陸奥 宗光/陽之助)   | 28. Juli 1869 (20.6.Meiji 2)                                           | 24. Aug. 1869 (17.7.Meiji 2)                                                                          |
| 5  | Saisho Atsushi/Chōzō (税所 篤/長蔵), gonchiji | 24. Aug. 1869 (17.7.Meiji 2)                                           | 14. Sep. 1870 (19.8.Meiji 3)                                                                          |
| 6  | Nakayama Nobuaki (中山 信彬), gonchiji        | 30. Nov. 1870 (8.Schalt-10.Meiji 3)                                    | 4. Dez. 1871 (22.10.Meiji 4)                                                                          |
| 7  | Kanda Takahira (神田 孝平), kenrei            | 31. Dez. 1871 (20.11.Meiji 4)                                          | 3. Sep. 1876 (3.9.Meiji 9)                                                                            |
| 8  | Morioka Masazumi (森岡 昌純)                  | 9. Sep. 1876 (Meiji 9) als gonrei 29. Mai 1878 (Meiji 11) als kenrei   | 7. Apr. 1885 (Meiji 18)                                                                               |
| 9  | Utsumi Tadakatsu (内海 忠勝)                  | 18. Apr. 1885 (Meiji 18) als kenrei 19. Juli 1886 (Meiji 19) als chiji | 26. Dez. 1889 (Meiji 22)                                                                              |
| 10 | Hayashi Tadasu (林 董)                        | 26. Dez. 1889 (Meiji 22)                                               | 15. Juni 1891 (Meiji 24)                                                                              |
| 11 | Sufu Kōhei (周布 公平)                        | 15. Juni 1891 (Meiji 24)                                               | 7. Apr. 1897 (Meiji 30)                                                                               |
| 12 | Ōmori Shōichi (大森 鍾一)                     | 7. Apr. 1897 (Meiji 30)                                                | 25. Okt. 1900 (Meiji 33)                                                                              |
| 13 | Hattori Ichizō (服部 一三)                    | 25. Okt. 1900 (Meiji 33)                                               | 28. Apr. 1916 (Taishō 5)                                                                              |
| 14 | Seino Chōtarō (清野 長太郎)                   | 28. Apr. 1916 (Taishō 5)                                               | 18. Apr. 1919 (Taishō 8)                                                                              |
| 15 | Ariyoshi Chūichi (有吉 忠一)                  | 18. Apr. 1919 (Taishō 8)                                               | 16. Juni 1922 (Taishō 11)                                                                             |
| 16 | Orihara Miichirō (折原 巳一郎)                | 17. Juni 1922 (Taishō 11)                                              | 25. Okt. 1923 (Taishō 12)                                                                             |
| 17 | Hiratsuka Hiroyoshi (平塚 廣義)               | 25. Okt. 1923 (Taishō 12)                                              | 16. Sep. 1925 (Taishō 14)                                                                             |
| 18 | Yamagata Jirō (山縣 治郎)                     | 16. Sep. 1925 (Taishō 14)                                              | 17. Mai 1927 (Shōwa 2)                                                                                |
| 19 | Chō Enren (長 延連)                           | 17. Mai 1927 (Shōwa 2)                                                 | 5. Juli 1929 (Shōwa 4)                                                                                |
| 20 | Takahashi Morio (高橋 守雄)                   | 5. Juli 1929 (Shōwa 4)                                                 | 20. Jan. 1931 (Shōwa 6)                                                                               |
| 21 | Oka Masao (岡 正雄)                           | 20. Jan. 1931 (Shōwa 6)                                                | 28. Aug. 1931 (Shōwa 6)                                                                               |
| 22 | Koyanagi Makie (小柳 牧衞)                    | 28. Aug. 1931 (Shōwa 6)                                                | 18. Dez. 1931 (Shōwa 6)                                                                               |
| 23 | Shirane Takesuke (白根 竹介)                  | 18. Dez. 1931 (Shōwa 6)                                                | 15. Jan. 1935 (Shōwa 10)                                                                              |
| 24 | Yuzawa Michio (湯沢 三千男)                   | 15. Jan. 1935 (Shōwa 10)                                               | 13. März 1936 (Shōwa 11)                                                                              |
| 25 | Okada Shōzō (岡田 周造)                       | 13. März 1936 (Shōwa 11)                                               | 24. Juni 1938 (Shōwa 13)                                                                              |
| 26 | Sekiya Nobunosuke (關屋 延之助)               | 24. Juni 1938 (Shōwa 13)                                               | 17. Apr. 1939 (Shōwa 14)                                                                              |
| 27 | Saka Chiaki (坂 千秋)                         | 17. Apr. 1939 (Shōwa 14)                                               | 15. Juni 1942 (Shōwa 17)                                                                              |
| 28 | Narita Ichirō (成田 一郎)                     | 15. Juni 1942 (Shōwa 17)                                               | 6. Jan. 1945 (Shōwa 20)                                                                               |
| 29 | Fujioka Nagatoshi (藤岡 長敏)                 | 6. Jan. 1945 (Shōwa 20)                                                | 21. Apr. 1945 (Shōwa 20)                                                                              |
| 30 | Michinaga Yoshio (持永 義夫)                  | 21. Apr. 1945 (Shōwa 20)                                               | 27. Okt. 1945 (Shōwa 20)                                                                              |
| 31 | Saitō Akira (齋藤 亮)                         | 27. Okt. 1945 (Shōwa 20)                                               | 25. Jan. 1946 (Shōwa 21)                                                                              |
| 32 | Kishida Sachio (岸田 幸雄)                    | 25. Jan. 1946 (Shōwa 21)                                               | 14. März 1947 (Shōwa 22)                                                                              |
| 33 | Endō Naoto (遠藤 直人)                        | 14. März 1947 (Shōwa 22)                                               | 12. Apr. 1947 (Shōwa 22)                                                                              |
| 34 | Kishida Sachio (岸田 幸雄)                    | 12. Apr. 1947 (Shōwa 22)                                               | 4. Apr. 1951 (Shōwa 26)                                                                               |
| 35 | Kishida Sachio (岸田 幸雄)                    | 3. Mai 1951 (Shōwa 26)                                                 | 5. Apr. 1954 (Shōwa 29), Rücktritt zwecks erneuter Kandidatur (siehe Wahlen in Japan#denaoshi senkyo) |
| 36 | Sakamoto Masaru (阪本 勝)                     | 12. Dez. 1954 (Shōwa 29)                                               | 11. Dez. 1958 (Shōwa 33)                                                                              |
| 37 | Sakamoto Masaru (阪本 勝)                     | 12. Dez. 1958 (Shōwa 33)                                               | 6. Okt. 1962 (Shōwa 37)                                                                               |
| 38 | Kanai Motohiko (金井 元彦)                    | 26. Nov. 1962 (Shōwa 37)                                               | 23. Nov. 1966 (Shōwa 41)                                                                              |
| 39 | Kanai Motohiko (金井 元彦)                    | 24. Nov. 1966 (Shōwa 41)                                               | 23. Nov. 1970 (Shōwa 45)                                                                              |
| 40 | Sakai Tokitada (坂井 時忠)                    | 24. Nov. 1970 (Shōwa 45)                                               | 23. Nov. 1974 (Shōwa 49)                                                                              |
| 41 | Sakai Tokitada (坂井 時忠)                    | 24. Nov. 1974 (Shōwa 49)                                               | 23. Nov. 1978 (Shōwa 53)                                                                              |
| 42 | Sakai Tokitada (坂井 時忠)                    | 24. Nov. 1978 (Shōwa 53)                                               | 23. Nov. 1982 (Shōwa 57)                                                                              |
| 43 | Sakai Tokitada (坂井 時忠)                    | 24. Nov. 1982 (Shōwa 57)                                               | 23. Nov. 1986 (Shōwa 61)                                                                              |
| 44 | Kaihara Toshitomi (貝原 俊民)                 | 24. Nov. 1986 (Shōwa 61)                                               | 23. Nov. 1990 (Heisei 2)                                                                              |
| 45 | Kaihara Toshitomi (貝原 俊民)                 | 24. Nov. 1990 (Heisei 2)                                               | 23. Nov. 1994 (Heisei 6)                                                                              |
| 46 | Kaihara Toshitomi (貝原 俊民)                 | 24. Nov. 1994 (Heisei 6)                                               | 23. Nov. 1998 (Heisei 10)                                                                             |
| 47 | Kaihara Toshitomi (貝原 俊民)                 | 24. Nov. 1998 (Heisei 10)                                              | 31. Juli 2001 (Heisei 13), Rücktritt                                                                  |
| 48 | Ido Toshizō (井戸 敏三)                       | 1. Aug. 2001 (Heisei 13)                                               | 31. Juli 2005 (Heisei 17)                                                                             |
| 49 | Ido Toshizō (井戸 敏三)                       | 1. Aug. 2005 (Heisei 17)                                               | 31. Juli 2009 (Heisei 21)                                                                             |
| 50 | Ido Toshizō (井戸 敏三)                       | 1. Aug. 2009 (Heisei 21)                                               | 31. Juli 2013 (Heisei 25)                                                                             |
| 51 | Ido Toshizō (井戸 敏三)                       | 1. Aug. 2013 (Heisei 25)                                               | 31. Juli 2017 (Heisei 29)                                                                             |
| 52 | Ido Toshizō (井戸 敏三)                       | 1. Aug. 2017 (Heisei 29)                                               | 31. Juli 2021 (Reiwa 3)                                                                               |
| 53 | Saitō Motohiko (斎藤 元彦)                    | 1. Aug. 2021 (Reiwa 3)                                                 | 30. Sep. 2024 (Reiwa 6), Rücktritt nach Misstrauensvotum, erneute Kandidatur bei Neuwahl              |
| 52 | Saitō Motohiko (斎藤 元彦)                    | 19. Nov. 2024 (Reiwa 6)                                                | |